# Hydriomena insulicolata
Hydriomena insulicolata là một loài bướm đêm trong họ Geometridae.